# Arve
|  | Denne artikel omhandler planten Arve. For at se andre artikler om Arve, se Arve (drengenavn) eller Arve (flod) |
Arve (Anagallis) er en slægt af enårige urter. Den rummer 4 arter, som er udbredt i alle verdensdele (undtagen Antarktis), men med tyngdepunktet i Europa og Asien. Det er lave planter, der vokser i tuer på lysåbne steder. Stænglerne er spinkle og nedliggende. Bladene er modsatte og ustilkede, ovale eller hjerteformede med hel rand. Blomsterne er regelmæsssige med fem kronblade i varierende farver, alt efter arten.
| Arter |

Vildtvoksende i Danmark er:
- Knudearve (Anagallis minima eller Centunculus minimus L.) der vokser på blottet sand på strandenge
- Rød Arve (Anagallis arvensis) der er et almindeligt agerukrudt, men desuden vokser vildt på Ölands alvar

Arter fra fremmede lande er:
- Blå Arve (Anagallis foemina)
- Pragt-Arve (Anagallis monelli)